# Władimir Antonow
Władimir Siemionowicz Antonow (ros. Владимир Семёнович Антонов, ur. 15 czerwca?/28 czerwca 1909 w miejscowości Kapełły w powiecie atkarskim w guberni saratowskiej (obecnie w obwodzie saratowskim), zm. 9 maja 1993 w Moskwie) – radziecki generał major, Bohater Związku Radzieckiego (1945).

## Życiorys
Skończył szkołę 2 stopnia w Atkarsku, w 1924 kierował pierwszymi w mieście drużynami pionierów, pracował w Wydziale Propagandy Komitetu Powiatowego Komsomołu w Atkarsku.
Od listopada 1928 służył w Armii Czerwonej. Był żołnierzem wojsk pogranicznych OGPU, w 1940 ukończył Akademię Wojskową im. Frunzego i został szefem sztabu pułku NKWD w Kownie, w maju-czerwcu 1941 był p.o. dowódcy tego pułku, po ataku Niemiec na ZSRR walczył na Froncie Północno-Zachodnim w Zarządzie NKWD Ochrony Tyłów Frontu. W sierpniu 1941 został szefem sztabu 912 pułku piechoty 243 Dywizji Piechoty 29 Armii Frontu Zachodniego, 17 sierpnia 1941 był ranny, wkrótce pozbawiono go stanowiska i 9 września 1941 przeniesiono na niższe stanowisko dowódcy batalionu w 912 pułku piechoty, po tygodniu za wyróżnienie się w walkach ponownie mianowano szefem sztabu pułku, a w listopadzie 1941 dowódcą pułku 247 Dywizji Piechoty 39 Armii Frontu Kalinińskiego. W styczniu 1942 został kontuzjowany podczas operacji rżewsko-wiaziemskiej, w marcu 1942 mianowano go dowódcą 162 Brygady Piechoty Moskiewskiego Okręgu Wojskowego, a w kwietniu 1942 256 Brygady Piechoty, która w sierpniu 1942 została skierowana na Front Zakaukaski, brał udział w walkach na Kaukazie.
Za poddanie Małgobeku 13 października 1942 został pozbawiony dowództwa i oddany pod sąd, skazany przez Trybunał Wojenny Północnej Grupy Wojsk Frontu Zakaukaskiego na 10 lat łagrów z odroczeniem wykonania wyroku. W listopadzie 1942 został zastępcą dowódcy 84 Samodzielnej Morskiej Brygady Piechoty Północnej Grupy Wojsk Frontu Zakaukaskiego, 23 stycznia 1943 anulowano mu karę za wyróżnienie się w walkach, w maju 1943 wyznaczono go dowódcą 34 Samodzielnej Brygady Piechoty Frontu Północno-Kaukaskiego, a w czerwcu 1943 301 Dywizji Piechoty (od września 1943 walczącej w składzie 5 Armii Uderzeniowej Frontu Południowego/3 Ukraińskiego), z którą brał udział w operacji donbaskiej, melitopolskiej i nikopolsko-krzyworoskiej, we wrześniu 1943 został kontuzjowany. W marcu 1944 dowodzona przez niego dywizja została włączona w skład 57 Armii 3 Frontu Ukraińskiego i wzięła udział w operacji biereznegowato-snigirewskiej, odeskiej i jasko-kiszyniowskiej, a we wrześniu 1944 został przeniesiony na 1 Front Ukraiński. W styczniu 1945 wyróżnił się podczas operacji wiślańsko-odrzańskiej (w walkach na przyczółku magnuszewskim), w kwietniu-maju 1945 wraz z dywizją uczestniczył w operacji berlińskiej.
Po wojnie służył w Grupie Wojsk Radzieckich w Niemczech (od 11 lipca 1945 w stopniu generała majora), w 1950 ukończył Wojskową Akademię Sztabu Generalnego im. Woroszyłowa i został szefem Zarządu Przysposobienia Bojowego i Fizycznego Sztabu Turkiestańskiego Okręgu Wojskowego. Od stycznia do listopada 1954 służył w Centralnej Grupie Wojsk w Austrii, później ponownie w Grupie Wojsk Radzieckich w Niemczech m.in. jako zastępca dowódcy 79 Korpusu Piechoty, od stycznia 1958 do listopada 1961 kierował katedrą wojskową Środkowoazjatyckiego Instytutu Politechnicznego w mieście Frunze (obecnie Biszkek), 1961-1964 stał na czele Zarządu Przysposobienia Obronnego Sztabu Obrony Cywilnej ZSRR, w listopadzie 1964 został zwolniony do rezerwy. W 1968 otrzymał honorowe obywatelstwo Doniecka.

## Odznaczenia
- Złota Gwiazda Bohatera Związku Radzieckiego (6 kwietnia 1945)
- Order Lenina (dwukrotnie - 1945 i 1953)
- Order Czerwonego Sztandaru (dwukrotnie - 1942 i 1948)
- Order Suworowa II klasy (1945)
- Order Kutuzowa II klasy (1943)
- Order Bohdana Chmielnickiego II klasy (1943)
- Order Wojny Ojczyźnianej I klasy (dwukrotnie - 1944 i 1985)
- Order Czerwonej Gwiazdy (1944)
- Medal „Za obronę Kaukazu”
- Medal „Za zdobycie Berlina”
- Medal „Za wyzwolenie Warszawy”
- Order Krzyża Grunwaldu (Polska Ludowa)
- Medal za Warszawę 1939–1945 (Polska Ludowa)
- Medal za Odrę, Nysę, Bałtyk (Polska Ludowa)